# Arne Pedersen
Arne Pedersen (7 de setembro de 1917 — 15 de setembro de 2001) foi um ciclista dinamarquês que competia em provas de ciclismo de estrada e pista.
Pedersen foi um dos atletas que representou a Dinamarca nos Jogos Olímpicos de 1936, em Berlim, onde terminou em quinto lugar competindo no contrarrelógio (1000 m). Na prova de perseguição por equipes (4000 m), ele foi o oitavo colocado.